# Tressé
Tressé ist eine Ortschaft und eine ehemalige französische Gemeinde mit 430 Einwohnern (Stand: 1. Januar 2022) im Département Ille-et-Vilaine in der Region Bretagne. Sie gehörte zum Kanton Combourg im Arrondissement Saint-Malo. Die Bewohner nennen sich Tresséen oder Tresséenne. 
Mit Wirkung vom 1. Januar 2019 wurden die ehemaligen Gemeinden Saint-Pierre-de-Plesguen, Lanhélin und Tressé zur Commune nouvelle Mesnil-Roc’h zusammengeschlossen und haben in der neuen Gemeinde der Status einer Commune déléguée. Der Verwaltungssitz befindet sich im Ort Saint-Pierre-de-Plesguen.

## Lage
Sie grenzt an Miniac-Morvan, Le Tronchet und Saint-Pierre-de-Plesguen. Das Siedlungsgebiet befindet sich auf etwa 60 Metern über Meereshöhe.

## Bevölkerungsentwicklung
| Jahr      | 1962 | 1968 | 1975 | 1982 | 1990 | 1999 | 2008 | 2013 |
| --------- | ---- | ---- | ---- | ---- | ---- | ---- | ---- | ---- |
| Einwohner | 279  | 225  | 184  | 221  | 241  | 250  | 339  | 340  |

## Sehenswürdigkeiten
- Kirche Saint-Étienne
- La Maison des Feins, Monument historique

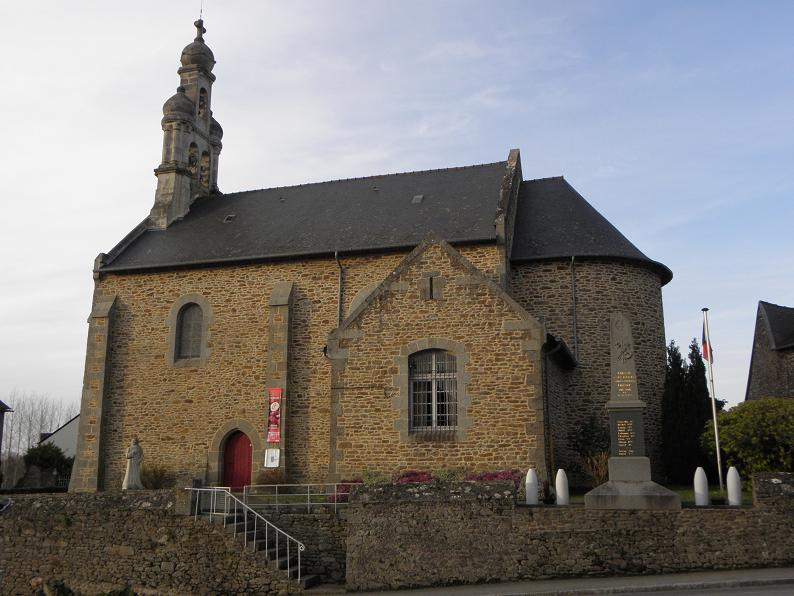
Kirche Saint-Étienne
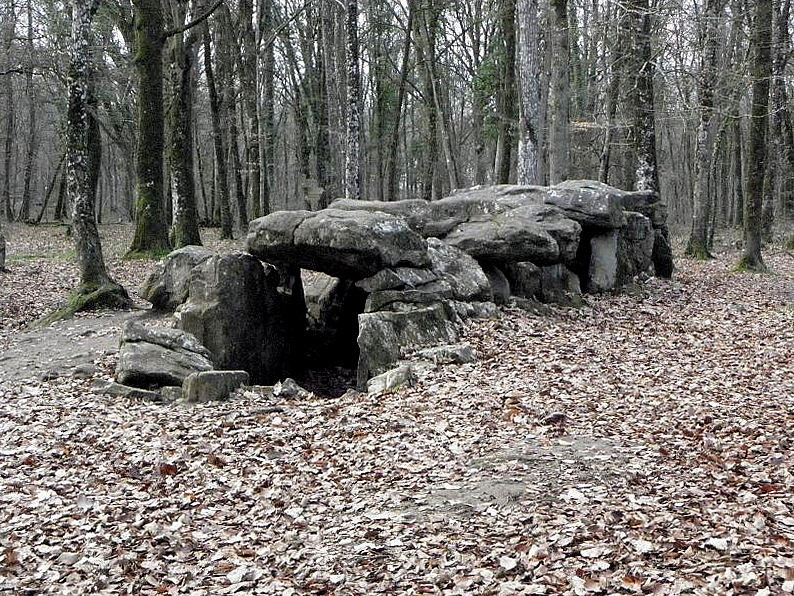
Maison des Fées, überdachter Gang